# 東克諾滕峰

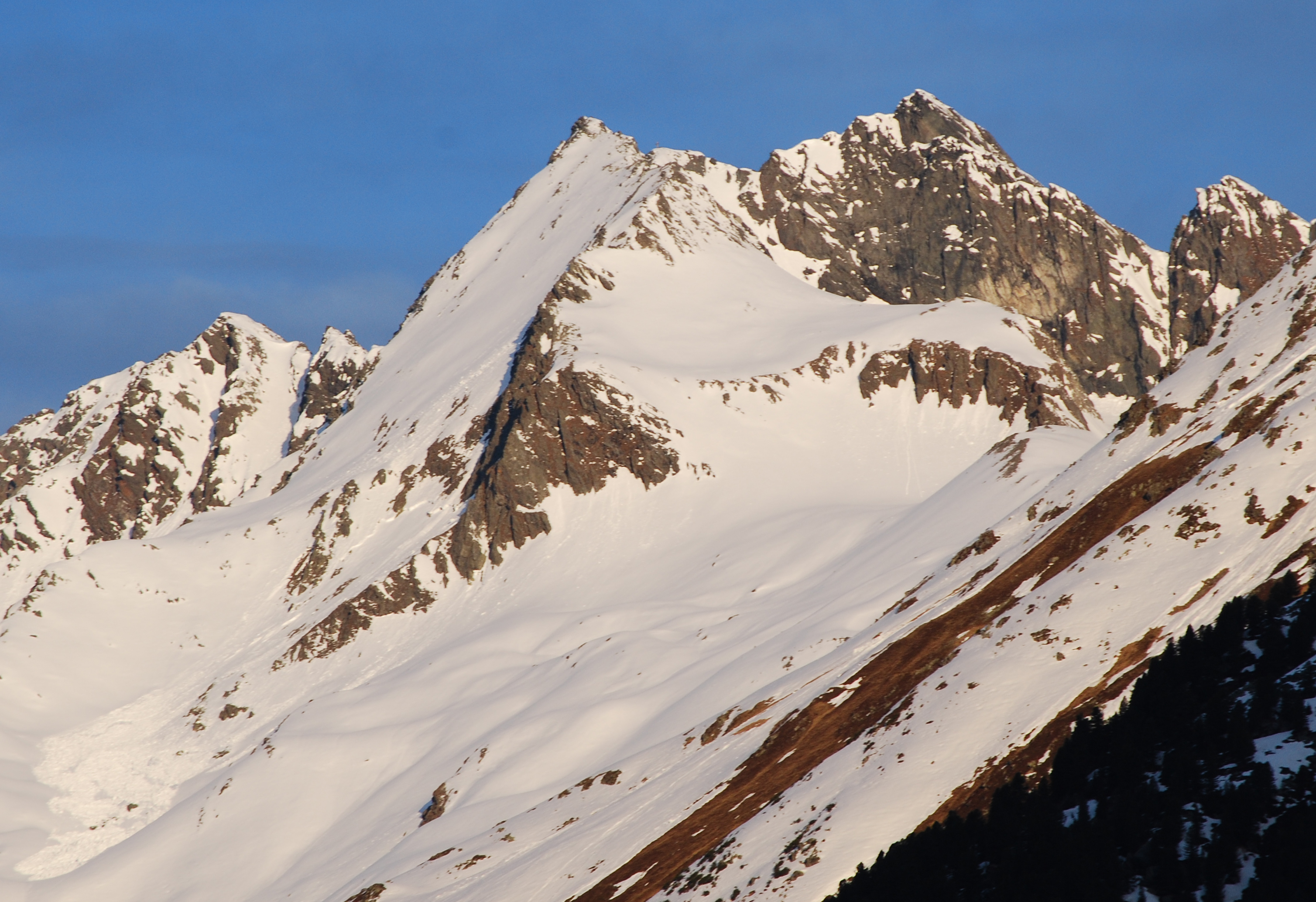

47°3′52″N 11°10′57″E / 47.06444°N 11.18250°E
東克諾滕峰（德語：Östliche Knotenspitze），是奧地利的山峰，位於該國西部，由蒂羅爾州負責管轄，屬於斯圖拜阿爾卑斯山脈的一部分，海拔高度3,101米，山體由片麻岩組成。